# Berry (Kentucky)
Berry – miasto w Stanach Zjednoczonych, w stanie Kentucky, w hrabstwie Harrison.